# جينغهونغ
جينغهونغ (بالصينية: 景洪市) هي مدينة على مستوى مقاطعة، في الصين، تقع في Xishuangbanna Dai Autonomous Prefecture ‏، بلغ عدد سكانها 519,935 نسمة وذلك حسب إحصائيات سنة 2010، تبلغ مساحتها 7,133 كيلومتر مربع، رمزها البريدي هو 666100.

## المناخ
يظهر الجدول التالي التغييرات المناخية على مدار السنة لجينغهونغ:
| البيانات المناخية لـجينغهونغ      | البيانات المناخية لـجينغهونغ | البيانات المناخية لـجينغهونغ | البيانات المناخية لـجينغهونغ | البيانات المناخية لـجينغهونغ | البيانات المناخية لـجينغهونغ | البيانات المناخية لـجينغهونغ | البيانات المناخية لـجينغهونغ | البيانات المناخية لـجينغهونغ | البيانات المناخية لـجينغهونغ | البيانات المناخية لـجينغهونغ | البيانات المناخية لـجينغهونغ | البيانات المناخية لـجينغهونغ | البيانات المناخية لـجينغهونغ |
| الشهر                             | يناير                        | فبراير                       | مارس                         | أبريل                        | مايو                         | يونيو                        | يوليو                        | أغسطس                        | سبتمبر                       | أكتوبر                       | نوفمبر                       | ديسمبر                       | المعدل السنوي                |
| --------------------------------- | ---------------------------- | ---------------------------- | ---------------------------- | ---------------------------- | ---------------------------- | ---------------------------- | ---------------------------- | ---------------------------- | ---------------------------- | ---------------------------- | ---------------------------- | ---------------------------- | ---------------------------- |
| الدرجة القصوى °م (°ف)             | 31.5 (88.7)                  | 34.3 (93.7)                  | 37.5 (99.5)                  | 41.1 (106.0)                 | 40.1 (104.2)                 | 37.7 (99.9)                  | 35.7 (96.3)                  | 35.8 (96.4)                  | 35.4 (95.7)                  | 34.1 (93.4)                  | 31.8 (89.2)                  | 30.2 (86.4)                  | 41.1 (106.0)                 |
| متوسط درجة الحرارة الكبرى °م (°ف) | 25.5 (77.9)                  | 28.6 (83.5)                  | 31.9 (89.4)                  | 33.4 (92.1)                  | 32.6 (90.7)                  | 31.5 (88.7)                  | 30.5 (86.9)                  | 30.8 (87.4)                  | 30.6 (87.1)                  | 29.1 (84.4)                  | 26.3 (79.3)                  | 23.9 (75.0)                  | 29.6 (85.2)                  |
| المتوسط اليومي °م (°ف)            | 18.5 (65.3)                  | 20.3 (68.5)                  | 23.1 (73.6)                  | 25.7 (78.3)                  | 26.8 (80.2)                  | 27.1 (80.8)                  | 26.5 (79.7)                  | 26.6 (79.9)                  | 26.1 (79.0)                  | 24.4 (75.9)                  | 21.3 (70.3)                  | 18.4 (65.1)                  | 23.8 (74.8)                  |
| متوسط درجة الحرارة الصغرى °م (°ف) | 11.6 (52.9)                  | 12.0 (53.6)                  | 14.4 (57.9)                  | 18.0 (64.4)                  | 21.1 (70.0)                  | 22.7 (72.9)                  | 22.6 (72.7)                  | 22.4 (72.3)                  | 21.6 (70.9)                  | 19.7 (67.5)                  | 16.4 (61.5)                  | 13.0 (55.4)                  | 18.0 (64.3)                  |
| أدنى درجة حرارة °م (°ف)           | 2.7 (36.9)                   | 6.6 (43.9)                   | 6.2 (43.2)                   | 11.9 (53.4)                  | 16.2 (61.2)                  | 18.1 (64.6)                  | 18.9 (66.0)                  | 19.3 (66.7)                  | 16.2 (61.2)                  | 12.0 (53.6)                  | 7.2 (45.0)                   | 1.9 (35.4)                   | 1.9 (35.4)                   |
| معدل هطول الأمطار مم (إنش)        | 12.4 (0.49)                  | 14.7 (0.58)                  | 21.8 (0.86)                  | 51.5 (2.03)                  | 126.8 (4.99)                 | 158.5 (6.24)                 | 220.2 (8.67)                 | 197.7 (7.78)                 | 141.1 (5.56)                 | 91.2 (3.59)                  | 59.4 (2.34)                  | 18.3 (0.72)                  | 1٬113٫6 (43.85)              |
| متوسط الأيام الممطرة (≥ 0.1 mm)   | 6.2                          | 3.6                          | 4.4                          | 10.1                         | 17.4                         | 21.1                         | 22.9                         | 21.3                         | 16.6                         | 12.9                         | 8.9                          | 7.6                          | 153.0                        |
| المصدر: Weather China             |                              |                              |                              |                              |                              |                              |                              |                              |                              |                              |                              |                              |                              |

## التقسيمات الإدارية
- Gasa, Yunnan [الإنجليزية]‏
- Jingha Hani Ethnic Township  [لغات أخرى]‏
- Jingne Township  [لغات أخرى]‏
- Jinuoshan Jinuo Ethnic Township  [لغات أخرى]‏.